# Обилића медаља
Обилића медаља војно одликовање за јунаштво које је установио Његош 1847, а додељивали су га и следећи владари Црне Горе. Од доба Његоша била је највиша црногорска награда за ратничке подвиге. Због свог значаја Обилића медаља се израђивала од злата, тако да се често звала и златна Обилића медаља. Овом медаљом су одликовани и странци. Ова медаља неме везе са Медаљом за храброст Краљевине Србије познатијом као „Медаља Милоша Обилића“.

## Мотив
Према неким изворима, Његош је првобитно сматрао да медаљу назове по Никцу од Ровина, црногорском јунаку који је убио турског пашу половином 18. вијека. али се ипак одлучио да је назове по Милошу Обилићу, националном јунаку, док је Никац од Ровина био локални јунак. Лик Никце Ровинца, као јунака, је плод Његошевог књижевног рада, у коме је тај лик довођен у везу с митом о Милошу Обилићу. Његош је у својим делима средином 19. века посебно обликовао лик Милоша Обилића, по узорима на западне витезове и античку литературу, уклопивши га у духовни свет и етику чојства и јунаштва и он је од тада почео да се корени. Значајну улогу у овом процесу је одиграла Обилића медаље за храброст, коју је Његош увео пред крај живота.

## Изглед
Прву медаљу за храброст истакнутих ратника Његош је установио 1839. На лицу медаље је писало „Црна Гора“, а на наличју „За храброст и вјеру“. Медаља је била домаће израде, груба и без сјаја. Другу медаљу је установио 1841. године. На њеном на лицу се налазио двоглави орао са жезлом, јабуком и крстом у канџама, а на наличју су стајала два укрштена мача, крст и исписане су речи „Вјера - Слобода - За храброст“. На крају је одлучио да промени ликовни садржај медаље. Док је крајем 1846. боравио у Бечу, приликом штампања „Горског вијенца“, дао је да се изради матрица за Златну медаљу „Милош Обилић“. На лицу медаље је лик Милоша Обилића, а на наличју је исписан текст: „Вјера - Слобода - За храброст - Цетиње 1847“.
Као узор за медаљу, могао је да му послужи графички приказ Милоша Обилића у „Милошијади“ (1829), који је 1826. израдио С. Орбан, с том разликом да је на медаљи античка кацига замењена капом, а положај главе и поглед су нешто спуштенији, него на узору. Према неким изворима, на медаљи се налази Његошев лик, а у избору лика учествовали су сам Његош и Анастас Јовановић, који је израдио нацрт за медаљу.

## Добитници
Првоносилац Обилића медаље је војвода, сенатор и црногорски бан Новица Церовић, најближи повереник владике Петра II Петровић Његоша. Медаља се чува са осталом заоставштином у његовој родној кући.музеју у селу Тушина код Шавника.
Златну Обилића медаљу је добио Ђорђе Стратимировић за јунаштво у одбрани Српске Војводине 1848. У пропратном писму Његош га је питао: „Ово је лик Обилића, лик највећега јунака који се досад на земљи појавио. Каквим се знаком могу толико дичити српски родољупци-витезови колико овим?.
Његош је Обилића медаљом одликовао и Стевана Книћанина, „зато што је обрадаво име војника Душанових и Карађорђевих“, према писму које је на Савиндан 1849. послао уз медаљу.
Његош је Обилића медаљом одликовао и Анастаса Јовановића, у знак захвалности, пошто је y свом бечком атељеу 1851. године израдио Његошев талботипски портрет, неколико месеци пред Његошеву смрт. Истом приликом, снимио је и перјанике из Његошев свите.
После Његоша, књаз Данило I, је за хероје Црногорско-турског рата 1852—1853. увео свој нови орден, „За независност Црне Горе”.
Књаз Никола I Петровић је поново увео Медаљу „Милоша Обилића“, којом је одликовао више бораца Црногорско-турског рата 1862. године, као Митрофана Бана, у манастиру Морачи. У Црногорско-турском рату 1876-78. био је обичај да се свакој црногорској чети доделе по две овакве медаље, које је владар предавао лично. Французи Жорж Клемансо, Филип Петен и др. су од краља Николе одликовани овом медаљом. Ову медаљу су добили и Филип и његов син, Саво Челебић.
У време црногорских владара, ова медаља се додељивала на посебан начин. Наиме, после битке, официр би подигао пред војском медаљу и узвикнуо: „Чија је"?!